# Cristal Baschet

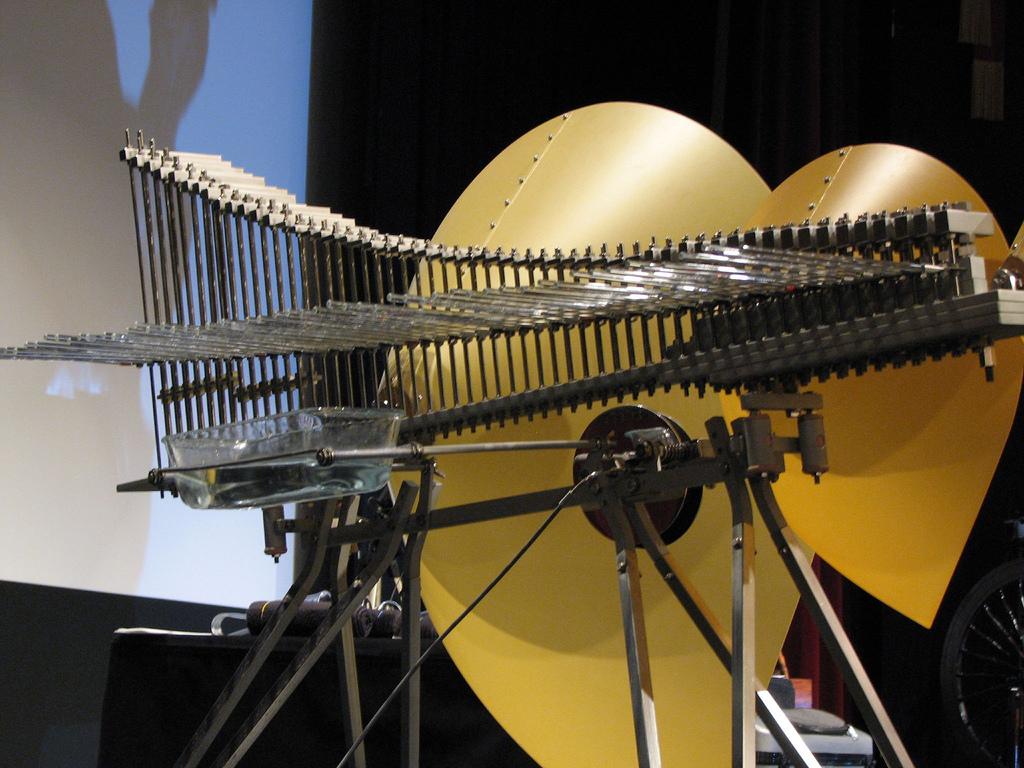
Ein Cristal Baschet

Ein Cristal Baschet ist ein Musikinstrument aus Glas und Metall und geht auf die Prinzipien des 1789 von Ernst Florens Friedrich Chladni entworfenen Euphon und ähnlicher Reibidiophone zurück.
Das Cristal Baschet wurde 1952 von Bernard (1917–2015) und François Baschet (1920–2014) wiederentdeckt und neu gebaut. Glasstäbe werden mit feuchten Fingern wie die Glasschalen oder -glocken der Glasharmonika gerieben und übertragen ihre Schwingung an das Metall.